# Église Santa Maria Regina Pacis
L'église Santa Maria Regina Pacis est une église d'Ostie, elle fait partie du quartier de Rome Lido di Ostia Levante.

## Histoire
L'église a été construite par la volonté de l'évêque d'Ostie, le cardinal Vincenzo Vannutelli, dans le but de l'invoquer à Marie, reine de la paix (Regina Pacis), pour mettre fin à la guerre qui alors faisait rage en Europe. Bien que le projet remonte à 1916, la première pierre fut posée seulement le 21 juin 1919. En raison du manque de fonds, les travaux se sont déroulés sur une dizaine d'années: les Pères Pallottins de la Société de l'Apostolat Catholique se sont vus confier l'église. Celle-ci, en juillet 1926, avait été érigée en paroisse, et a ouvert au public le 20 décembre 1928 avec la consécration solennelle. Elle a obtenu en 1973 le titre cardinalice de Santa Maria "Regina Pacis" in Ostia Mare.

## Description

### Externe
L'église est située sur une hauteur, sur la seule colline de la plage de Lido di Ostia, place Regina Pacis. Elle est précédée d'une rampe d'accès en escalier constitué d'une volée de marches. La façade, en brique et travertin, est orientée en direction de la mer.
À l'extérieur, le campanile possède une forme octogonale et est surmonté d'une petite lanterne avec une croix. Il a une hauteur totale de 42 mètres. La coupole a un diamètre de 12 mètres. Sur chacun de ses huit côtés, s'ouvre une fenêtre rectangulaire, flanquée de deux colonnes.

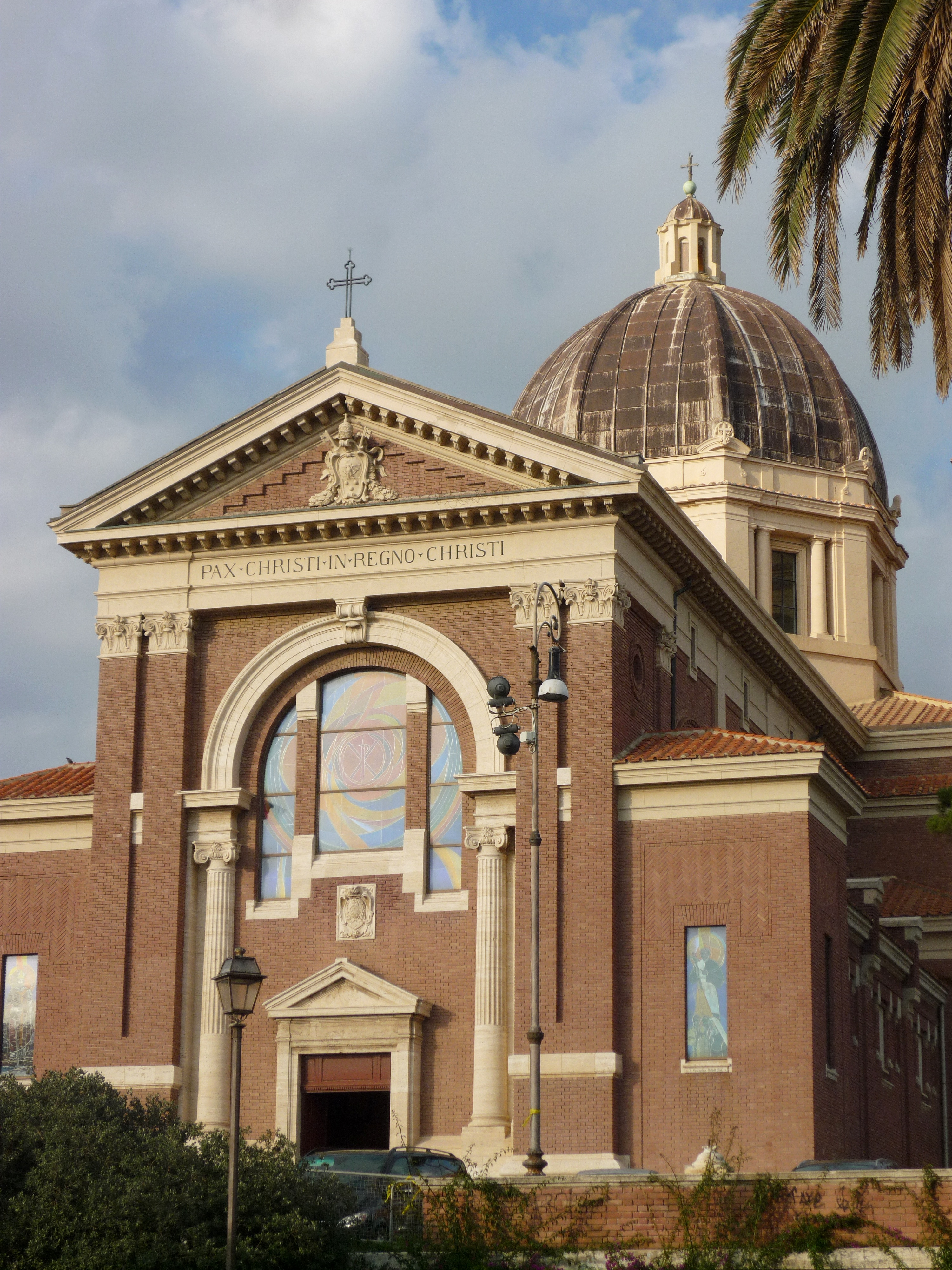
La façade et la coupole
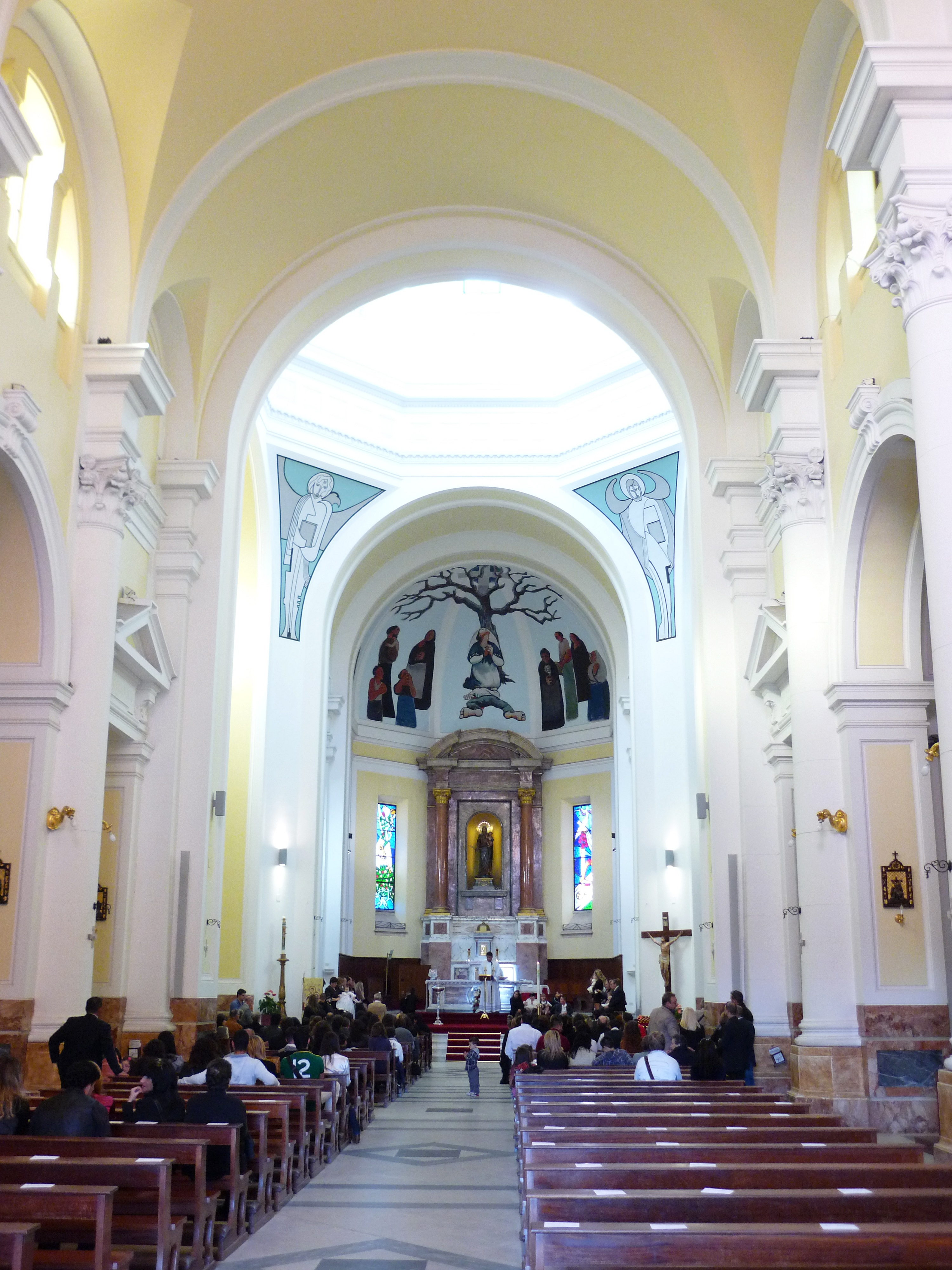
L'intérieur

### Intérieur
L'église a un plan en en croix latine, avec une nef unique et des chapelles latérales. Elle a une longueur totale de 56 mètres et une largeur de 21 mètres.
La large nef centrale est inspirée par celle de la basilique romaine de Sainte Marie des Anges et des Saints. Elle a un style néo-baroque avec de vives couleurs jaune et blanche. Parmi les chapelles, la chapelle de la Pietà, avec une statue en bois peint, et la chapelle Notre-Dame de Pompéi, avec un autel de style néo-baroque.

### Vitraux
Les 28, 29 et 30 septembre 2007, à l'occasion de la fête patronale de la paroisse, ont été inaugurés les nouveaux vitraux, réalisés par l'artisan-artiste Albano Poli en verre soufflé à la bouche.

### Orgue à tuyaux
Sur le chœur dans la contre-façade se trouve l'orgue Mascioni opus 862, construit en 1965. 